# Stephen Chbosky
Stephen Chbosky, né le 25 janvier 1970 à Pittsburgh en Pennsylvanie, est un réalisateur, producteur, scénariste et écrivain américain.

## Biographie
Stephen Chbosky est connu par son roman Le Monde de Charlie (The Perks of Being a Wallflower), d'abord publié sous le titre Pas raccord, qui en est à sa vingtième réédition. Il a été vendu à plus d'un million d'exemplaires, traduit en sept langues et édité en Europe, en Amérique du Sud et en Asie.
Chbosky a écrit et réalisé son premier long métrage The Four Corners of Nowhere à 23 ans qui a été présenté en compétition au Festival de Sundance. Il participe aussi au scénario du film Rent. En 2006, Chbosky cocrée avec Jon Turteltaub la série télévisée Jericho.
Il réalise en 2012 l'adaptation de son roman sous le titre Le Monde de Charlie (The Perks of Being a Wallflower).

## Filmographie

### En tant que réalisateur
- 1995 : The Four Corners of Nowhere
- 2012 : Le Monde de Charlie (The Perks of Being a Wallflower)
- 2017 : Wonder
- 2021 : Cher Evan Hansen (Dear Evan Hansen)
- 2025 : Nonnas (en)

### En tant que scénariste
- 1995 : The Four Corners of Nowhere
- 2000 : 100% normal (en) (Brutally Normal), série télé
- 2005 : Rent de Chris Columbus
- 2006-2008 : Jericho, série télé
- 2012 : Le Monde de Charlie
- 2017 : La Belle et la Bête (Beauty and the Beast) de Bill Condon

### En tant que producteur
- 1995 : The Four Corners of Nowhere
- 2006-2008 : Jericho, série télé
- 2007 : The Poughkeepsie Tapes de John Erick Dowdle
- 2007 : Strange Girls de Rona Mark
- 2009 : Me, You, a Bag & Bamboo, court-métrage de Lara Everly
- 2012 : Le Monde de Charlie

## Récompenses
Le Monde de Charlie
- 2012 : Indiana Film Journalists Association Awards : meilleur scénario adapté
- 2012 : Utah Film Critics Association Awards : meilleur scénario adapté
- 2013 : People's Choice Awards : meilleur film dramatique
- 2013 : Independent Spirit Awards : meilleur premier film
- 2013 : Chlotrudis Awards : meilleur film et  meilleur scénario adapté

## Œuvres littéraires

### Romans
- Pas raccord, Sarbacane, 2008 ((en) The Perks of Being a Wallflower, 1999), trad. Blandine Longre  (ISBN 978-2-84865-205-4)Réédition sous le titre Le Monde de Charlie, Sarbacane, 2012 (ISBN 978-2-84865-579-6) ; réédition, Le Livre de poche jeunesse, 2015 (ISBN 978-2-01-002178-7)
- L'Ami imaginaire, Calmann-Lévy, 2020 ((en) Imaginary Friend, 2019), trad. Jean Esch  (ISBN 978-2-7021-6671-0)Réédition, Le Livre de poche, 2021 (ISBN 978-2-253-01256-6)